# Valle de Ansó

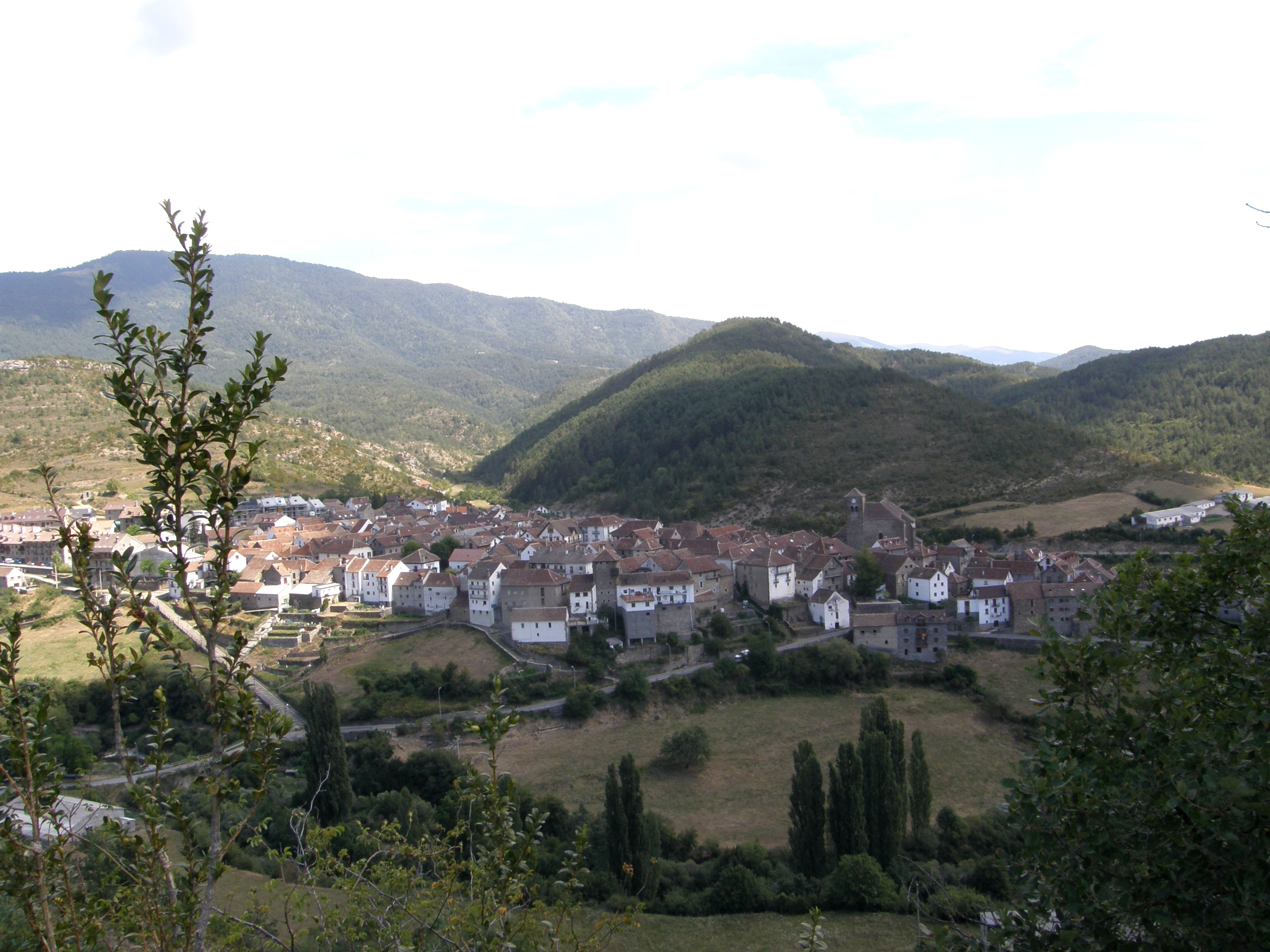
Villa de Ansó

El Valle de Ansó es un valle pirenaico situado en el punto más occidental de la Jacetania en la provincia de Huesca (Aragón), España.
Dos localidades forman parte del valle, Ansó y Fago. Geográficamente limita con el valle de Roncal en Navarra al oeste, al norte con el Bearn, al este con el Valle de Hecho/Bal d'Echo y al sur con la Canal de Berdún. Tiene un área de 25.850 hectáreas y está incluido en el Parque natural de los Valles Occidentales.
La gestión de los recursos del valle es conjunta entre Fago (1/5) y Ansó (4/5) y es administrada por la Mancomunidad Forestal Ansó-Fago. El acceso se realiza a través de Biniés, ampliándose el valle en el pueblo de Ansó y cerrándose de nuevo en Zuriza para abrirse otra vez en el valle de Zuriza situado en el norte de Ansó y que se divide en dos pequeños valles glaciares.